# Ievgueni Makeïev
Ievgueni Vladimirovitch Makeïev (en russe : Евге́ний Влади́мирович Маке́ев), né le 24 juillet 1989 à Tcherepovets, est un footballeur international russe qui évolue au poste de latéral gauche à l'Ararat Erevan, en Arménie.

## Biographie

### Carrière en club
Avec le club du Spartak Moscou, Ievgueni Makeïev dispute 13 matchs en Ligue des champions, et 10 matchs en Ligue Europa.

### Carrière internationale
Ievgueni Makeïev compte trois sélections avec l'équipe de Russie depuis 2011,.
Il est convoqué pour la première fois en équipe de Russie par le sélectionneur national Dick Advocaat , pour un match amical contre le Qatar le 29 mars 2011. Il entre à la 46e minute de la rencontre, à la place d'Iouri Jirkov. La rencontre se solde par un match nul de 1-1.

## Statistiques
| Saison                | Club                  | Championnat           | Championnat | Championnat | Coupe(s) nationale(s) | Coupe(s) nationale(s) | Compétition(s) continentale(s) | Compétition(s) continentale(s) | Compétition(s) continentale(s) | Total | Total |
| Saison                | Club                  | Division              | M.          | B.          | M.                    | B.                    | Comp.                          | M.                             | B.                             | M.    | B.    |
| 2006                  | Cheksna Tcherepovets  | D3                    | 28          | 1           | 1                     | 0                     | -                              | -                              | -                              | 29    | 1     |
| 2007                  | Cheksna Tcherepovets  | D3                    | 14          | 1           | 1                     | 0                     | -                              | -                              | -                              | 15    | 1     |
| Sous-total            | Sous-total            | Sous-total            | 42          | 2           | 2                     | 0                     | -                              | -                              | -                              | 44    | 2     |
| 2009                  | Spartak Moscou        | D1                    | 20          | 2           | 1                     | 0                     | -                              | -                              | -                              | 21    | 2     |
| 2010                  | Spartak Moscou        | D1                    | 22          | 0           | 1                     | 1                     | C1                             | 6                              | 0                              | 29    | 1     |
| 2011-2012             | Spartak Moscou        | D1                    | 35          | 1           | 5                     | 0                     | C3+C3                          | 6+1                            | 0                              | 47    | 1     |
| 2012-2013             | Spartak Moscou        | D1                    | 22          | 0           | 2                     | 0                     | C1                             | 7                              | 0                              | 31    | 0     |
| 2013-2014             | Spartak Moscou        | D1                    | 24          | 0           | 2                     | 0                     | C3                             | 2                              | 0                              | 28    | 0     |
| 2014-2015             | Spartak Moscou        | D1                    | 25          | 0           | 2                     | 0                     | -                              | -                              | -                              | 27    | 0     |
| 2015-2016             | Spartak Moscou        | D1                    | 15          | 0           | 1                     | 0                     | -                              | -                              | -                              | 16    | 0     |
| 2016-2017             | Spartak Moscou        | D1                    | 2           | 1           | -                     | -                     | C3                             | 1                              | 0                              | 3     | 1     |
| Sous-total            | Sous-total            | Sous-total            | 165         | 3           | 14                    | 1                     | -                              | 23                             | 0                              | 202   | 4     |
| 2017-2018             | FK Rostov             | D1                    | 16          | 0           | 2                     | 0                     | -                              | -                              | -                              | 18    | 0     |
| 2018-2019             | FK Sotchi             | D2                    | 7           | 0           | -                     | -                     | -                              | -                              | -                              | 7     | 0     |
| 2018-2019             | Rotor Volgograd       | D2                    | 4           | 0           | -                     | -                     | -                              | -                              | -                              | 4     | 0     |
| Sous-total            | Sous-total            | Sous-total            | 27          | 0           | 2                     | 0                     | -                              | -                              | -                              | 29    | 0     |
| Total sur la carrière | Total sur la carrière | Total sur la carrière | 234         | 5           | 18                    | 1                     | -                              | 23                             | 0                              | 275   | 6     |

## Palmarès
Spartak Moscou
- Champion de Russie en 2017.